# Wanderlei Silva

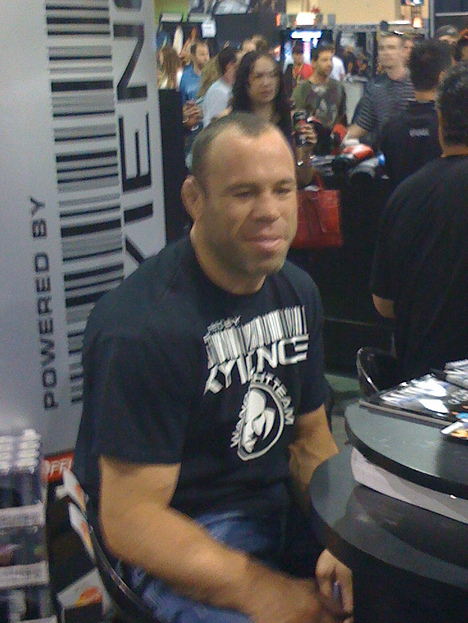

Wanderlei César da Silva  ou simplesmente Wanderlei Silva  (Curitiba, 3 de julho de 1976) é um ex-lutador brasileiro de MMA aposentado, que competiu no extinto PRIDE Fighting Championships no Japão e no Ultimate Fighting Championship (UFC) nos Estados Unidos.
Wanderlei é especialista em Muay Thai, conhecido pelo seu estilo de luta altamente violento e agressivo, sendo considerado um dos maiores strikers (especialista em trocação) da história do MMA.
Ele detém o recorde de mais vitórias, nocautes, defesas de título e maior sequência de vitórias na história do PRIDE. Ele foi campeão peso-médio do PRIDE e campeão do torneio Grand Prix dos pesos-médios em 2003.
Ao lado de Rodrigo Minotauro, Kazushi Sakuraba, Mark Hunt, Maurício "Shogun" Rua, Fedor Emelianenko, Dan Henderson e Mirko "Cro Cop", são considerados como os melhores lutadores do extinto PRIDE FC, e lendas vivas do MMA. Em 2024 foi introduzido ao Hall da Fama do UFC na ala dos pioneiros do esporte.

## Biografia
Wanderlei nasceu em 3 de julho de 1976 em Curitiba, Paraná. Wanderlei entrou com 13 anos na equipe Chute Boxe, onde treinava Muay Thai e Kickboxing pelo Mestre Rudimar Fedrigo, Wanderlei começou a treinar Muay Thai pois ele se achava baixinho e gordinho.
Ao atingir a maioridade, Wanderlei se alistou no serviço militar, ingressando no Exército Brasileiro e se formando como oficial R2 pelo NPOR, no ano de 1995, durante o tempo em que serviu no exército, chegou a ser promovido até o posto de 1º tenente. Após ser reconhecido pelo seu talento, foi incentivado a se juntar a equipe de Jiu-jitsu, para lutar no crescente esporte do vale-tudo. Logo nas primeiras lutas, Wanderlei já mostrava seu jeito frio e seu jogo de agressividade máxima para derrotar adversários, na maioria das vezes, por nocaute. Treinou na Chute Boxe e hoje treina na em sua própria academia, a Wand Fight Team ao lado de nomes como Sérgio Morais e Vitor Viana nos Estados Unidos; é hoje, um dos maiores nomes do MMA mundial. Quando completou 20 anos, com o rosto todo inchado e vários pontos no supercílio ouviu do seu pai Horlando Silva "isso não vai dar em nada, arrume um emprego", mas Wanderlei continuou com o seu sonho ganhando seu primeiro prêmio no Japão no valor de US$ 3 500 em 1999. Desde então, o curitibano já venceu 34 lutas, perdeu 13 e empatou 1. Foi campeão representando o Brasil nos Prides evento de MMA, realizados no Japão e Estados Unidos; é ídolo em vários países, especialmente no Japão, onde foi personagem de vídeo game e garoto propaganda de diversos comerciais de TV. Wanderlei é considerado o maior lutador do Pride de todos os tempos e um dos maiores atletas da história do MMA além de ser o maior recordista de lutas, vitórias e nocautes do Pride. Encerrou sua carreira lutando no Bellator. Wanderlei Silva é casado e tem dois filhos.

## Carreira esportiva

### Início de carreira no Vale Tudo
O primeiro evento de Wanderlei Silva como lutador profissional foi na promoção Brazilian Vale Tudo Fighting, ganhando de Dilson Filho com um nocaute no BVT 6 em 1996, e em 1997 no BVT 10 contra Marcelo Barbosa com nocaute técnico devido a uma lesão no ombro de seu oponente.
Em 1997 Wanderlei começou a lutar no International Vale Tudo Championship (IVC), considerado o maior evento de vale-tudo do Brasil na época. Os eventos eram sem luvas, com golpes baixos permitidos (com exceção de dedos nos olhos, golpes nas genitálias e mordidas) e um limite de tempo de 30 minutos sem decisões do juízes. Participando do IVC 2, onde teve sua primeira derrota no cartel para Artur Mariano. Embora Silva tenha dominado Mariano com socos e joelhadas, Silva levou um cortei acima da pálpebra esquerda, que abriu várias vezes, em parte porque Silva continuou a usar o lado cortado da cabeça para infligir muitas cabeçadas em Mariano ao longo da partida. O médico da partida interveio e encerrou a luta.
Depois no IVC 6, IVC 9 e IVC 10, neste último foi consagrado campeão dos pesos pesados do IVC vencendo Eugene Jackson.

### Ultimate Fighting Championship
A primeira participação do lutador em um evento internacional foi pelo Ultimate Fighting Championship no UFC Brasil, o primeiro evento da organização no Brasil. Na ocasião Wanderlei lutou contra a futura lenda do MMA Vitor Belfort, sendo nocauteado por Belfort em impressionantes 44 segundos.
Voltou a organização em Maio de 1999, em seu primeiro evento internacional no UFC 20 onde derrotou Tony Petarra.
Em 2000 no meio de sua carreira no PRIDE, o lutador participou do UFC 25: Ultimate Japan 3 pelo título dos meio-pesados da organização contra Tito Ortiz, perdendo após a decisão dos juízes.

### Ascensão no Pride
Em setembro de 1999 participou pelo primeira vez no Pride Fighting Championships no PRIDE 7 contra Carl Malenko. A partir daí o lutador começou uma sequência impressionante de vitórias na organização.
Nesta época Wanderlei se destacou em uma luta que fez no PRIDE 12 com Dan Henderson, lutador extremamente perigoso, que durante esta luta, deixou seu rosto desfigurado; por muita convicção e certa tolerância dos médicos responsáveis, Wanderlei prosseguiu a luta. Enxergando praticamente de um só olho, Wanderlei impôs seu ritmo explosivo, e com muito vigor conseguiu reverter a situação e saiu vencedor.
Em pouco tempo, Wanderlei desafiava Sakuraba, o então carrasco de brasileiros. Impondo seu ritmo agressivo e devastador, Wanderlei vence Sakuraba rapidamente e de forma convincente: surgia um novo ícone brasileiro. Posteriormente em 2006 em resposta a Rickson Gracie que tinha na ocasião 50 anos e disse que o MMA esta nivelado por baixo, Wanderlei desafiou a Lenda, que não respondeu ao desafio.
Em 2005, aos 29 anos, Wanderlei Silva foi considerado o maior lutador de Vale Tudo de todos os tempos. Representando o Brasil nos Prides internacionais e ídolo em vários países, é personagem de vídeo game e garoto propaganda de diversos comerciais de TV. Seu rosto foi imortalizado em bonecos de diversos tamanhos e teve uma participação num filme japonês sobre lutas marciais.
Wanderlei virou uma marca, que vende facilmente produtos com seu rosto. Ele também lançou uma marca própria de roupas, a Wand, que oferece confecções e acessórios esportivos fight wear e sport wear. A moda ganhou destaque principalmente em academias por ser apropriada para luta e treinos, mas a linha passeio também tem excelente aceitação. Quase toda a produção é destinada à exportação, mas no Brasil é encontrada em vários pontos de venda.

### The Axe Murderer
Devido as suas incríveis exibições no Pride, Wanderlei Silva ganhou um apelido em suas lutas: The Axe Murderer, que significa O  Assassino do Machado por causa de suas joelhadas que e como se fosse machados cortando . Também tem um apelido brasileiro: Cachorro Louco, por avançar sem medo sobre seus adversários. Só no Pride, Wanderlei escreveu uma história à parte: foi vitorioso diversas vezes batendo nomes como Dan Henderson, Quinton Jackson e Guy Mezger.
Para os japoneses, o estrago foi ainda maior: Kazushi Sakuraba, Matsui, Kondo, Minowa, Oyama e Yoshida foram alguns dos nomes derrotados por Wanderlei. É isso que o torna um dos lutadores mais populares de todos os tempos, no Japão. Segundo os japoneses, Wanderlei Silva é adorado por mostrar um jogo de striker, com algumas técnicas de chão. Seus chutes e socos são vistos como herança do karatê e de suas ramificações. Porém, são os nocautes e a agressividade que mais impressionam o público. Poucas vezes, ele foi visto defendendo-se no decorrer das lutas, já que ele ataca, incessantemente, sem dar um passo para trás, até que o adversário caia aos seus pés. Esse tipo de postura, no ringue, tornou-se marca registrada do curitibano e já começa a ser imitado por diferentes lutadores dos mais variados países.

### Carreira em declínio e a perda do cinturão
As sucessivas vitórias de Wanderlei no Pride foi quebrada por Mark Hunt, um campeão de K-1, em 31 de dezembro de 2004, no Shockwave 2004. Hunt ganhou um combate que não contava para o título por decisão. A mesma foi controversa, já que muitos pensavam que os quase 25 quilos de diferença entre os lutadores e o fato de que Silva dominou todo o terceiro round não foram consideradas suficientemente pelos juízes. Randy Couture e Bas Rutten, ambos comentaristas do evento, expressaram seu desacordo com a decisão, Silva perdeu por decisão dividida.
A posição de Silva nos pesos médios de Pride foi tema de crítica e debate devido a sua derrota em frente a Ricardo Arona, em 28 de agosto de 2005, no combate das semifinais do Pride Grand Prix 2005: Final Conflict. A derrota, por decisão unânime, foi a sua primeira derrota em um combate dos pesos médios no Pride.
Em 31 de dezembro do 2005 no torneio Pride-Shockwave 2005, Wanderlei recuperou o campeonato dos pesos médios do Pride derrotando Ricardo Arona por decisão dividida.
Em 1 de julho do 2006 entrou ao Grand Prix como o substituto de Fedor Emelianenko (estava recuperando-se de uma cirurgia) e venceu Kazuyuki Fujita por knock-out técnico depois do dominar toda a luta tanto parado como no andar. Como preparação para este Open Weight, Silva nesta ocasião subiu de peso até chegar a 105 quilos, no entanto, na semifinal deste Grand Prix, Silva foi nocauteado por Mirko Filipovic por um chute alto na cabeça.
Em 24 de fevereiro de 2007, Wanderlei perdeu o título dos pesos médios de Pride, o qual foi campeão durante seis anos, depois de ser derrotado por Dan Henderson no terceiro round do combate principal do Pride 33 "Second Coming".

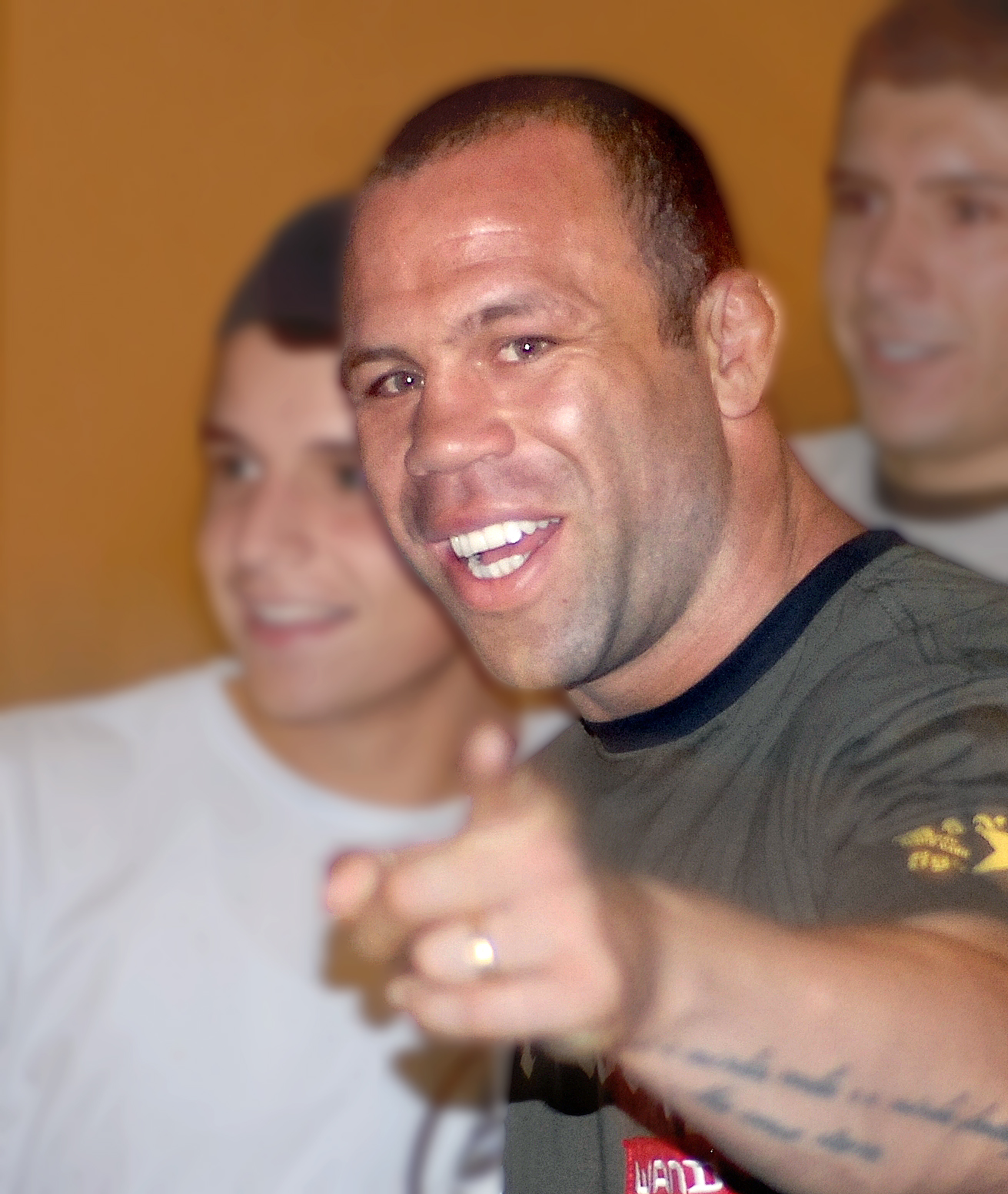
Wanderlei Silva em 2007

### Retorno ao UFC
Em 17 de agosto de 2007, o UFC anunciou que tinha assinado com Wanderlei Silva para concorrer na organização e que ele iria retornar ao octógono em 29 de dezembro de 2007, no UFC 79. Depois de meses de especulação sobre o adversário Silva, o presidente do UFC Dana White anunciou que Chuck Liddell seria adversário Silva para a sua luta que marcaria seu retorno ao UFC.
A luta tão esperada aconteceu em 29 de dezembro, porém Wanderlei Silva perdeu para Chuck Liddell por decisão unânime. Após a luta Silva disse: "Ganhar ou perder: eu gosto é de apanhar pelos meus fãs".
Ele também acrescentou que deu o seu melhor e prometeu que da próxima vez daria uma vitória aos seus fãs.
Mantendo a sua promessa, em 24 de maio de 2008 no UFC 84 em Las Vegas, ele ganhou um nocaute uma decisiva vitória contra Keith Jardine com 36 segundos de luta no primeiro round por interrupção técnica, o que lhe valeu como O Melhor Nocaute da Noite.
No UFC 92, Wanderlei lutou contra seu maior rival no MMA Quinton "Rampage" Jackson, que havia vencido por duas vezes anteriormente no Pride. Jackson vingou sua derrota anterior batendo Silva com um gancho de esquerda no primeiro Round.  Após a luta, Silva afirmou que ele gostaria de lutar Jackson novamente, para o 4º e, possivelmente, no futuro, mesmo uma 5º luta, sabendo que ele já tem dois nocautes em Jackson.
Após a derrota Wanderlei conheceu Rich Franklin no UFC 99 na Alemanha. Após uma luta muito disputada em ambos os lados, Silva perdeu por decisão unânime para Franklin. Durante a segundo Round, Silva balançou Franklin com fortes socos  que quase terminou a luta naquele momento. Porém Rich Franklin usou melhor seu jogo derrubando Silva 3 vezes no octagon, impressionando os jurados da evento. Depois do resultado anunciado o público Alemão vaiou constantemente a decisão dos árbitros.
Após sua segunda derrota consecutiva Silva anunciou que não lutaria mais em 2009 pois iria passar por uma cirurgia facial para consertar seu nariz (que foi quebrado durante a sua segunda luta contra Mirko "Cro Cop"), e outra em sua sobrancelha para evitar sangramentos em suas futuras lutas .
O próximo desafio de Silva seria o inglês Michael Bisping no UFC 110 na Austrália.

### Superação
Vindo de cinco derrotas em suas últimas seis lutas, o brasileiro Wanderlei Silva voltou a lutar bem. Mesmo sem nocautear o rival, venceu o inglês Michael Bisping e convenceu seus fãs de que está em forma novamente.
Depois de um primeiro minuto de estudo entre os dois, Bisping conseguiu levar Wanderlei para o chão, mas o brasileiro logo conseguiu se levantar. O britânico seguiu tentando ir para o ground-and-pound e Silva buscava sequências e chutes baixos. Nos últimos segundos do primeiro round, Wanderlei balançou o rival.
Logo no início do segundo round, Wanderlei defendeu bem um chute e contra-atacou, levando Bisping ao chão e o castigando. O período seguiu sendo de mais estudo, mas sempre com o brasileiro tendo vantagem com golpes mais certeiros. No final, Silva ainda encaixou uma guilhotina, mas o inglês foi salvo pelo gongo.
Como o resultado indefinido, os dois partiram para a trocação desde os primeiros segundos. Mas novamente Wanderlei Silva foi mais efetivo e com um cruzado certeiro de direita, derrubou Michael Bisping, confirmando a vitória por decisão unânime.
"É assim com todo mundo. Todos temos momentos ruins nas nossas vidas e nas nossas carreiras. Eu tinha de tentar. Tenho técnicos incríveis que me ajudaram muito. Muito obrigado Austrália, me sinto em casa mesmo", disse o brasileiro após a luta.
Com físico enxuto e demonstrando muito mais concentração, Wanderlei Silva vence Michael Bisping, colocando em prática uma nova tática: deixar sua explosão para os últimos segundos de cada round. O resultado foi uma vitória convincente, e a volta por cima de quem havia perdido 5 das suas 6 últimas lutas.
Realizado na madrugada do dia 21/02, o UFC 110 foi o palco para a reabilitação do brasileiro, como o vencedor explosivo que todos conhecem.
O primeiro round começou com muito estudo, onde Wanderlei procurou discretamente mostrar mais iniciativa. No segundo round o ritmo acelera, tendo Michael Bisping maior facilidade nas derrubadas; fato que não mudou a vantagem para o brasileiro, já que quase o finalizou com uma guilhotina. Ao final do terceiro round fica evidente a superioridade de Wanderlei, que por pouco não nocauteou Bisping, que foi salvo pelo gongo. Emocionado pela superação, Wanderlei Silva declarou que os momentos ruins podem ser superados com muita dedicação e fé em Deus.

### Nova derrota
No UFC 132, realizado dia 2 de julho de 2011, Wanderlei Silva foi atingido por um cruzado esquerdo de Chris Leben e ficou desnorteado. Apesar do forte golpe, Silva não caiu, ficou segurando o pescoço de seu adversário com as duas mãos e a guarda totalmente aberta. Laben aproveitou o momento e aplicou uma sequencia de socos no brasileiro que caiu. A sequencia continuou até que o juiz terminou a luta. Wanderlei foi derrotado com 27 segundos de luta.

### Reviravolta no UFC 139
Depois da derrota para Chris Leben, o presidente do UFC Dana White anunciou que afastaria Wanderlei do UFC se perdesse a sua próxima luta, propondo uma aposentadoria, como aconteceu com Chuck Liddell.
O co-evento principal UFC 139 estava programado para ter a luta entre Vitor Belfort e Cung Le, porém Belfort se lesionou e Wanderlei Silva foi chamado para substituí-lo.
Wanderlei precisava da vitória para manter a sua carreira e treinou na academia Kings MMA com Rafael Cordeiro, seu amigo de longa data. Ao longo de seus treinos, Wanderlei recebeu a visita de Anderson Silva, os dois já treinaram juntos na Academia Chute Boxe no passado, Anderson o ajudou nos treinos e elogiou Wanderlei pela sua história no MMA.
Quando chegou o dia, Wanderlei se mostrou confiante na luta. O primeiro round começou com Cung Le tomando a iniciativa do combate, com um bom golpe de direita. Wanderlei Silva mostrava-se mais cauteloso do que de costume, temendo os golpes fortes do vietnamita. A três minutos do fim do primeiro assalto, Cung Le acertou um forte soco rodado no brasileiro, que sentiu e perdeu o equilíbrio, recuperando-se pouco depois. Temendo ser nocauteado, Wanderlei tentava se manter à distância, e conseguiu acertar alguns bons socos, abrindo o supercílio de Le no fim do round.
No segundo assalto, com a torcida gritando seu nome, Cung Le manteve o seu plano de luta, tentando acertar chutes e socos próprios do taekwondo, enquanto Wanderlei Silva ainda não conseguia aplicar uma sequência de golpes que lhe permitisse abalar o vietnamita e passar a dominar o combate. Nas vezes em que encurtava a distância, o brasileiro conseguia acertar o adversário. Com um belo golpe de direita, seguido de socos, cotoveladas e joelhadas como nos velhos tempos, Wanderlei abalou Le e conseguiu o nocaute técnico. Após a interrupção do árbitro, a 11 segundos do fim do round, o brasileiro fez um movimento como se tivesse tirando a má fase de si, sendo em seguida abraçado por toda a sua equipe.

### TUF Brasil e revanche contra Vitor Belfort
Em 2012, Wanderlei volta ao centro das atenções ao ser escolhido para comandar umas das equipes do The Ultimate Fighter: Brasil. O técnico da outra equipe e seu rival ao final do programa é Vitor Belfort. A luta estava marcada para o dia 23 de junho, no Mineirinho, em Belo Horizonte, durante o UFC 147. Contudo, uma fratura na mão esquerda de Vitor Belfort cancelou a revanche entre eles. Belfort acabou sendo substituído por Rich Franklin que depois de ser quase nocauteado no 2 round, conseguiu se recuperar, usou melhor a estratégia nos rounds seguintes, e venceu por decisão unânime no UFC 147 no Mineirinho.

### Volta ao Japão
Wanderlei enfrentou Brian Stann em 2 de Março de 2013 no UFC on Fuel TV: Silva vs. Stann, na Saitama Super Arena, palco dos eventos do PRIDE Fighting Championships. Wanderlei e Stann fizeram uma luta frenética, partindo para a trocação franca. Wanderlei nocauteou Stann no segundo round.

### The Ultimate Fighter Brasil 3
Na madrugada de segunda para terça (dia 21 para 22) de outubro Dana White anunciou os técnicos da próxima edição do TUF Brasil, a edição será comandada pelos treinadores Wanderlei Silva e Chael Sonnen.

#### Polêmicas no TUF3
Durante as filmagens do TUF Brasil, Chael Sonnen e Wanderlei se desentenderam diversas vezes. Em um dos desentendimentos, Wanderlei Silva partiu para cima do americano, que o derrubou no chão. Dida, que era o responsável pela parte de trocação da equipe de Wand, acertou alguns socos por trás em Sonnen enquanto o americano estava no chão com o ex-lutador do Pride. Dana White, o presidente do UFC, não perdoou o assistente e o demitiu do programa, dizendo que na realidade, ele deveria ser preso.
O destempero de Wand acabou prejudicando a imagem do lutador no Brasil, e fez com que parte dos fãs de MMA passassem a torcer pelo americano.

### Wanderlei fora doUFC 175
No dia 30 de maio, o presidente do UFC informou que Wanderlei estava fora da luta contra Chael Sonnen e seria substituído pelo Vitor Belfort.
| “ | Wanderlei está fora do UFC 175. Logo após a conferência de imprensa do UFC 175, que aconteceu na véspera do UFC 173, em Las Vegas, membros da Comissão Atlética de Nevada foram até a academia de Wanderlei Silva para um exame antidoping surpresa. Wanderlei simplesmente fugiu deles, saindo correndo pela porta dos fundos da academia. Ele entrou em seu carro e foi embora. Depois, pelo que eu soube, entrou em um voo da Malasyan Airlines para algum lugar, e não soube mais dele. | ” |

Wanderlei tentou se explicar em vídeo sobre a saída do UFC, no entanto sua versão não foi bem aceita pelo público, que acabou vaiando o lutador, que esteve ausente da final do TUF Brasil 3.

### Aposentadoria
Por conta das diversas lesões ao longo da carreira, e contrariado com o UFC, Wanderlei Silva anunciou sua aposentadoria dia 19 de setembro de 2014, por meio de vídeo.

#### Banimento de Nevada
Apesar de ter anunciado a sua aposentadoria dos octógonos, Wanderlei Silva foi julgado pela Comissão Atlética do Estado de Nevada (NSAC) na manhã do dia 23 de setembro de 2014, em Las Vegas, nos EUA, por ter fugido de um teste antidoping surpresa em maio passado. O lutador, que não compareceu à audiência, foi banido de lutar no estado e terá que pagar multa de mais de R$ 161 mil reais (cerca de 70 mil dólares).

### Bellator
Em 2016, Wanderlei anunciou que havia fechado um acordo com a Bellator MMA. Devido ao banimento de Nevada, só pode começar a lutar em 2017.
Após quase quatro anos fora dos ringues fez sua estreia contra Chael Sonnen em 2017, perdendo por decisão unânime. Em 2018 teve sua quarta luta e revanche contra Quinton "Rampage" Jackson após quase 10 anos. Perdendo no segundo round por nocaute.
Em 2019 foi anunciado que seu contrato com a Bellator foi encerrado.

### Aposentadoria do MMA
Em 31 de agosto de 2022, Wanderlei Silva anunciou sua aposentadoria oficial do MMA. Em entrevista dada ao podcast Trocação Franca. Wanderley Silva deixa o MMA como uma das maiores lendas do esporte. Ao todo, o brasileiro disputou 50 lutas, venceu 34, perdeu 15 e empatou uma.

## Vida pessoal
Em sua vida pessoal, é casado com Tea e tem um filho chamado Thor. Também tem uma filha, Rafaela de um casamento anterior.
Wanderlei Silva concorreu a deputado federal no deputado federal no Paraná pelo PSD nas eleições de 2018, na qual ele obteve 13.755 votos, não sendo eleito. Filiado ao Progressistas, ele concorre ao mesmo cargo nas eleições de 2022.

## Campeonatos e prêmios
International Vale Tudo Championships
- IVC Campeão dos Pesos Pesados

PRIDE Fighting Championships
- Campeão dos Peso Médio do PRIDE (2001-2007)
- PRIDE Final Conflict 2003 Vencedor do Grand Prix do Peso Médio do Pride (2003)
- PRIDE Final Conflict 2005 Semi-Finalista do Grand Prix do Peso Médio do Pride 2005
- PRIDE Final Conflict Absolute 2006 Semi-Finalista do Grand Prix do do Pride(2006)
- Maior quantidade de Nocautes da historia do PRIDE Fighting Championships

Sherdog
- 2004 Lutador do Ano

Ultimate Fighting Championship
- Melhor Luta da Noite (5 vezes)
  - Melhor Nocaute da Noite (3 vezes)

Bônus de Lutas
- Melhor luta do Ano (2007) - vs. Chuck Liddell
- Melhor nocaute do Ano (2008) - vs. Keith Jardine.

Wrestling Observer Newsletter
- Feud of the Year 2001 Feud of the Year - vs Kazushi Sakuraba
  - 2001 Shootfighter do Ano
  - Shoot Match of the Year 2003 Shootmatch of the Year - vs Hidehiko Yoshida
  - 2004 Shootfighter do Ano
  - 2004 Shootmatch of the Year - vs Quinton Jackson

## Cartel no MMA
| Cartel no MMA   |             |             |
| 51 lutas        | 35 vitórias | 14 derrotas |
| Por nocaute     | 27          | 7           |
| Por finalização | 1           | 0           |
| Por decisão     | 7           | 7           |
| Empates         | 1           | 1           |
| No contest      | 1           | 1           |

| Res.    | Cartel      | Oponente           | Método                                      | Evento                              | Data                    | Round | Tempo | Local                        | Notas                                               |
| ------- | ----------- | ------------------ | ------------------------------------------- | ----------------------------------- | ----------------------- | ----- | ----- | ---------------------------- | --------------------------------------------------- |
| Derrota | 35-14-1 (1) | Quinton Jackson    | Nocaute Técnico (socos)                     | Bellator 206: Mousasi vs. MacDonald | 29 de setembro de 2018  | 2     | 4:32  | San Jose, Califórnia         | Estréia no Peso Pesado                              |
| Derrota | 35-13-1 (1) | Chael Sonnen       | Decisão (unânime)                           | Bellator NYC: Sonnen vs. Silva      | 24 de junho de 2017     | 3     | 5:00  | Nova Iorque, Nova Iorque     |                                                     |
| Vitória | 35-12-1 (1) | Brian Stann        | Nocaute (socos)                             | UFC on Fuel TV: Silva vs. Stann     | 3 de março de 2013      | 2     | 4:08  | Saitama                      | Retornou aos Meio Pesados; Luta e Nocaute da Noite. |
| Derrota | 34-12-1 (1) | Rich Franklin      | Decisão (unânime)                           | UFC 147: Silva vs. Franklin II      | 23 de junho de 2012     | 5     | 5:00  | Belo Horizonte, Minas Gerais | Luta da Noite                                       |
| Vitória | 34-11-1 (1) | Cung Le            | Nocaute Técnico (socos e joelhada)          | UFC 139: Shogun vs. Henderson       | 20 de novembro de 2011  | 2     | 4:49  | San Jose, California         | Nocaute da Noite                                    |
| Derrota | 33-11-1 (1) | Chris Leben        | Nocaute (socos)                             | UFC 132: Cruz vs. Faber             | 2 de julho de 2011      | 1     | 0:27  | Las Vegas, Nevada            |                                                     |
| Vitória | 33-10-1 (1) | Michael Bisping    | Decisão (unânime)                           | UFC 110: Nogueira vs. Velasquez     | 21 de fevereiro de 2010 | 3     | 5:00  | Sydney                       |                                                     |
| Derrota | 32-10-1 (1) | Rich Franklin      | Decisão (unânime)                           | UFC 99: The Comeback                | 13 de junho de 2009     | 3     | 5:00  | Colônia                      | Luta da Noite                                       |
| Derrota | 32-9-1 (1)  | Quinton Jackson    | Nocaute (soco)                              | UFC 92: The Ultimate 2008           | 27 de dezembro de 2008  | 1     | 3:21  | Las Vegas, Nevada            |                                                     |
| Vitória | 32-8-1 (1)  | Keith Jardine      | Nocaute (socos)                             | UFC 84: Ill Will                    | 24 de maio de 2008      | 1     | 0:36  | Las Vegas, Nevada            | Nocaute da Noite.Nocaute do Ano(2008)               |
| Derrota | 31-8-1 (1)  | Chuck Liddell      | Decisão (unânime)                           | UFC 79: Nemesis                     | 28 de dezembro de 2007  | 3     | 5:00  | Las Vegas, Nevada            | Luta da Noite.Luta do Ano(2008).                    |
| Derrota | 31-7-1 (1)  | Dan Henderson      | Nocaute (soco)                              | Pride 33: The Second Coming         | 24 de fevereiro de 2007 | 3     | 2:08  | Las Vegas, Nevada            | Perdeu o Cinturão Peso Médio do Pride.              |
| Derrota | 31-6-1 (1)  | Mirko Filipovic    | Nocaute (chute na cabeça)                   | Pride Final Conflict Absolute       | 10 de setembro de 2006  | 1     | 5:26  | Saitama                      |                                                     |
| Vitória | 31-5-1 (1)  | Kazuyuki Fujita    | Nocaute Técnico (socos e tiro de meta)      | Pride Critical Countdown Absolute   | 1 de julho de 2006      | 1     | 9:21  | Saitama                      |                                                     |
| Vitória | 30-5-1 (1)  | Ricardo Arona      | Decisão (dividida)                          | Pride Shockwave 2005                | 31 de dezembro de 2005  | 3     | 5:00  | Saitama                      | Defendeu o Cinturão Peso Médio do Pride.            |
| Derrota | 29-5-1 (1)  | Ricardo Arona      | Decisão (unânime)                           | Pride Final Conflict 2005           | 28 de agosto de 2005    | 2     | 5:00  | Saitama                      |                                                     |
| Vitória | 29-4-1 (1)  | Kazuhiro Nakamura  | Nocaute Técnico (socos)                     | Pride Critical Countdown 2005       | 24 de junho de 2005     | 1     | 5:24  | Saitama                      |                                                     |
| Vitória | 28-4-1 (1)  | Hidehiko Yoshida   | Decisão (unânime)                           | Pride Total Elimination 2005        | 23 de abril de 2005     | 3     | 5:00  | Osaka                        |                                                     |
| Derrota | 27-4-1 (1)  | Mark Hunt          | Decisão (dividida)                          | Pride Shockwave 2004                | 31 de dezembro de 2004  | 3     | 5:00  | Saitama                      |                                                     |
| Vitória | 27-3-1 (1)  | Quinton Jackson    | Nocaute (joelhada)                          | Pride 28: High Octane               | 31 de outubro de 2004   | 2     | 3:26  | Saitama                      | Defendeu o Cinturão Peso Médio do Pride.            |
| Vitória | 26-3-1 (1)  | Yuki Kondo         | Nocaute (pisões)                            | Pride Final Conflict 2004           | 15 de agosto de 2004    | 1     | 2:46  | Saitama                      |                                                     |
| Vitória | 25-3-1 (1)  | Ikuhisa Minowa     | Nocaute (socos)                             | Pride Bushido 2                     | 15 de fevereiro de 2004 | 1     | 1:09  | Yokohama                     |                                                     |
| Vitória | 24-3-1 (1)  | Quinton Jackson    | Nocaute Técnico (joelhadas e tiros de meta) | Pride Final Conflict 2003           | 9 de novembro de 2003   | 1     | 6:28  | Tóquio                       | Ganhou o Grand Prix de Médios do Pride de 2003.     |
| Vitória | 23-3-1 (1)  | Hidehiko Yoshida   | Decisão (unânime)                           | Pride Final Conflict 2003           | 9 de novembro de 2003   | 2     | 5:00  | Tóquio                       |                                                     |
| Vitória | 22-3-1 (1)  | Kazushi Sakuraba   | Nocaute (soco)                              | Pride Total Elimination 2003        | 10 de agosto de 2003    | 1     | 5:01  | Saitama                      |                                                     |
| Vitória | 21-3-1 (1)  | Hiromitsu Kanehara | Nocaute Técnico (interrupção do córner)     | Pride 23: Championship Chaos 2      | 24 de novembro de 2002  | 1     | 3:40  | Tóquio                       | Defendeu o Cinturão Peso Médio do Pride.            |
| Vitória | 20-3-1 (1)  | Tatsuya Iwasaki    | Nocaute Técnico (chute na cabeça e socos)   | Pride Shockwave                     | 28 de agosto de 2002    | 1     | 1:16  | Tóquio                       |                                                     |
| Empate  | 19-3-1 (1)  | Mirko Filipovic    | Empate                                      | Pride 20: Armed and Ready           | 28 de abril de 2002     | 3     | 5:00  | Yokohama                     |                                                     |
| Vitória | 19-3 (1)    | Kiyoshi Tamura     | Nocaute Técnico (soco)                      | Pride 19: Bad Blood                 | 24 de abril de 2002     | 2     | 2:28  | Saitama                      | Defendeu o Cinturão Peso Médio do Pride.            |
| Vitória | 18-3 (1)    | Alexander Otsuka   | Nocaute Técnico (Interrupção Médica)        | Pride 18: Cold Fury 2               | 23 de dezembro de 2001  | 3     | 2:02  | Fukuoka                      |                                                     |
| Vitória | 17-3 (1)    | Kazushi Sakuraba   | Nocaute Técnico (interrupção médica)        | Pride 17: Championship Chaos        | 3 de novembro de 2001   | 1     | 10:00 | Tóquio                       | Ganhou o Cinturão Peso Médio do Pride.              |
| Vitória | 16-3 (1)    | Shungo Oyama       | Nocaute Técnico (socos)                     | Pride 14: Clash of the Titans       | 27 de maio de 2001      | 1     | 0:30  | Yokohama                     |                                                     |
| Vitória | 15-3 (1)    | Kazushi Sakuraba   | Nocaute Técnico (joelhadas e tiro de meta)  | Pride 13: Collision Course          | 25 de março de 2001     | 1     | 1:38  | Saitama                      |                                                     |
| Vitória | 14-3 (1)    | Dan Henderson      | Decisão (Unânime)                           | Pride 12: Cold Fury                 | 9 de dezembro de 2000   | 3     | 5:00  | Saitama                      |                                                     |
| NC      | 13-3 (1)    | Gilbert Yvel       | Sem Resultado (chute na virilha)            | Pride 11: Battle of the Rising Sun  | 31 de outubro de 2000   | 1     | 0:21  | Osaka                        | Yvel foi chutado na virilha.                        |
| Vitória | 13-3        | Guy Mezger         | Nocaute (socos)                             | Pride 10: Return of the Warriors    | 27 de agosto de 2000    | 1     | 3:45  | Saitama                      |                                                     |
| Vitória | 12-3        | Todd Medina        | Nocaute (joelhadas)                         | Meca World Vale Tudo 2              | 12 de agosto de 2000    | 1     | 0:39  | Curitiba, Paraná             |                                                     |
| Derrota | 11-3        | Tito Ortiz         | Decisão (unânime)                           | UFC 25: Ultimate Japan 3            | 14 de abril de 2000     | 5     | 5:00  | Tóquio                       | Pelo Cinturão Meio Pesado do UFC.                   |
| Vitória | 11-2        | Bob Schrijber      | Finalização (mata leão)                     | Pride Grand Prix 2000 Opening Round | 30 de janeiro de 2000   | 1     | 2:42  | Tóquio                       |                                                     |
| Vitória | 10-2        | Daijiru Matsui     | Decisão                                     | Pride 8                             | 21 de novembro de 1999  | 2     | 10:00 | Tóquio                       |                                                     |
| Vitória | 9-2         | Carl Malenko       | Decisão                                     | Pride 7                             | 12 de setembro de 1999  | 2     | 10:00 | Yokohama                     |                                                     |
| Vitória | 8-2         | Tony Petarra       | Nocaute (joelhadas)                         | UFC 20: Battle for the Gold         | 7 de maio de 1999       | 1     | 2:53  | Birmingham, Alabama          |                                                     |
| Vitória | 7-2         | Eugene Jackson     | Nocaute (socos)                             | IVC 10: World Class Champions       | 27 de abril de 1999     | 1     | 0:32  | Brasil                       |                                                     |
| Vitória | 6-2         | Adrian Serrano     | Nocaute (socos e tiro de meta)              | IVC 9: The Revenge                  | 20 de janeiro de 1999   | 1     | 0:22  | Aracaju, Sergipe             |                                                     |
| Derrota | 5-2         | Vitor Belfort      | Nocaute Técnico (socos)                     | UFC: Ultimate Brazil                | 16 de outubro de 1998   | 1     | 0:44  | São Paulo                    |                                                     |
| Vitória | 5-1         | Mike Van Arsdale   | Nocaute (soco e tiro de meta)               | IVC 6: The Challenge                | 23 de agosto de 1998    | 1     | 4:00  | São Paulo                    |                                                     |
| Derrota | 4–1         | Artur Mariano      | Nocaute Técnico (interrupção médica)        | IVC 2: A Question of Pride          | 09/15/1997              | 1     | 13:10 | São Paulo, Brazil            |                                                     |
| Vitória | 4-0         | Egidio da Costa    | Nocaute (socos/bateu)                       | IVC 2: A Question of Pride          | 09/15/1997              | 1     | 2:27  | São Paulo                    |                                                     |
| Vitória | 3-0         | Sean Bornett       | Nocaute (chute na cabeça)                   | IVC 2: A Question of Pride          | 15 de setembro de 1997  | 1     | 1:19  | São Paulo                    |                                                     |
| Vitória | 2-0         | Marcelão           | Nocaute Técnico (lesão no ombro)            | Brazilian Vale Tudo 10              | 1 de julho de 1997      | 1     | 0:20  | Brasil                       |                                                     |
| Vitória | 1-0         | Dilson Filho       | Nocaute (cotoveladas e joelhada)            | Brazilian Vale Tudo 6               | 1 de novembro de 1996   | 1     | 3:35  | Brasil                       |                                                     |